# Panamax

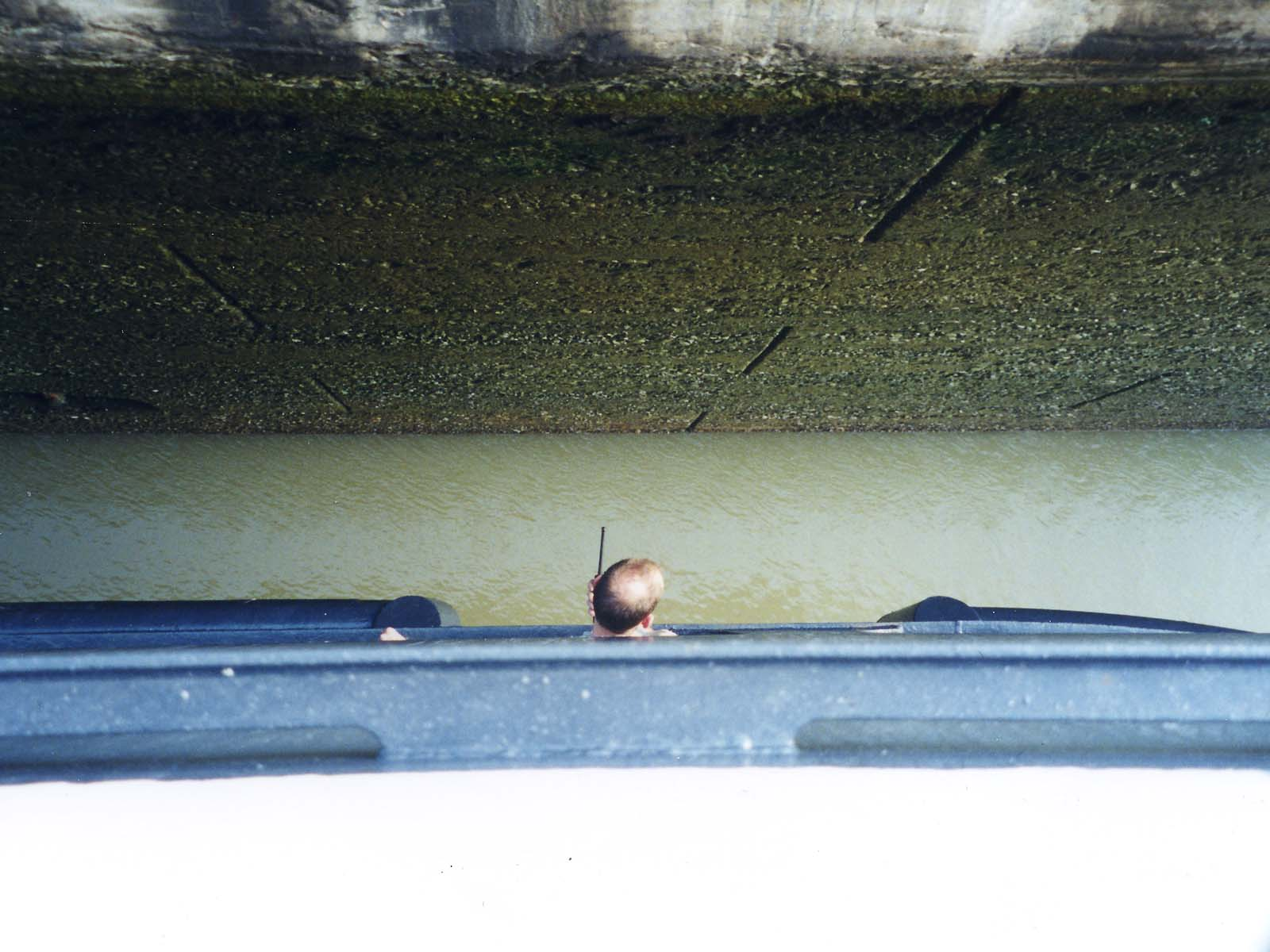
Un tecnico controlla il transito di una nave nelle chiuse del canale di Panama.

Con la sigla Panamax si indicano le navi le cui dimensioni permettono il loro passaggio nelle chiuse del canale di Panama. Le chiuse del canale misurano 304,8 m di lunghezza, 33,5 m di larghezza e 12.5 m di profondità. Pertanto le dimensioni massime delle navi Panamax sono di 294 m di lunghezza, 32,3 m di larghezza e 12,04 m di pescaggio.
Si può facilmente capire, confrontando le misure delle chiuse con le dimensioni delle navi, che il margine ad eventuali errori di navigazione è ridottissimo.
Attualmente queste navi vengono considerate di medie dimensioni. Infatti molte moderne navi militari (portaerei) e mercantili (portacontainer e petroliere) superano abbondantemente queste dimensioni, alla ricerca del miglior rapporto costo/efficienza. Queste navi vengono appunto chiamate post-Panamax o super post-Panamax. Comunque rimangono molte le navi mercantili che rispettano le misure necessarie per il transito.
Per ovviare a questo problema il canale è stato ampliato adottando nuove chiuse, più grandi, tali da permettere il transito di navi di maggiori dimensioni. I lavori di ampliamento sono  iniziati nel 2007 e il nuovo canale è stato inaugurato il 26/06/2016. Da allora vi possono transitare navi con lunghezza massima di 300 m. e larghezza di 49m. con pescaggio di 15,2 m. La costruzione del Canale del Nicaragua avrebbe potuto permettere il superamento di questi limiti, ma nel febbraio del 2018, fu annunciato l'annullamento del progetto.